# Juana Adelaida O'Sullivan y Rouley
Juana Adelaida O'Sullivan y Rouley, conocida como Madre María Adelaida de Santa Teresa, fue una religiosa católica. Nació en Nueva York (Estados Unidos) el 8 de octubre de 1817 y falleció en Grajal de Campos (España) el 15 de abril de 1893. Su vida se desarrolló por numerosos países del continente americano. Ingresó en el Carmelo de Guatemala, en el que llegó a ser elegida priora en el año 1868. A raíz de la Reforma Liberal de 1871 del país, las carmelitas fueron expulsadas de su convento. Entonces vivieron una larga peregrinación hasta llegar a Grajal de Campos donde fundó su convento, en honor a Jesús Crucificado. También es conocida por el nombre de la «Pasionaria de Nueva York», debido a su vida y a su espiritualidad.

## Infancia y juventud
Juana Adeilaida nació de la unión de Juan Tomás O'Sullivan y de María Rouley. El padre era de procedencia irlandesa, católico y perteneciente a la nobleza, ya que el abuelo de Juana Adelaida, Herberto, tenía raíces de su ascendencia en el conde Reare O'Sullivan, que fue expulsado del condado de Rautry (Irlanda) y, junto con otros nobles, hallaron refugio en España y Estados Unidos. Juan Tomás, nacido ya en el continente americano, emprendió la carrera diplomática llegando a Cónsul General de los Estados Unidos en Berbería y en las Islas Canarias. La madre de Juana Adelaida, María Rouley, pertenecía a la familia de Lord Chesterfield, anglicanos, en concreto miembros de la High Church.
Ambos contrajeron matrimonio en Gibraltar y de ahí nacieron Guillermo, Juan, María, Juana Adelaida, Tomás y Herberto. Dada la situación religiosa familiar, todos los hijos fueron bautizados en la Iglesia anglicana.
Sin embargo, en el año 1821, Juana Adelaida pasó al catolicismo a raíz de una visita de Monseñor Benjamin Jennivert, obispo católico, a la casa familiar. Se le administró entonces el bautismo sub conditione, teniendo en cuenta que la niña ya había sido bautizada. En ese momento recibió los nombres de Adelaida Teresa Francisca.
En el año 1824, Juan Tomás falleció en un accidente de barco y Juan, hermano de Juana Adelaida, fue el que ocupó el cargo principal en la familia. No se tienen datos ni se habla de Guillermo, quien sería el hermano mayor, que ya habría fallecido para esa fecha.
Sin embargo, a raíz del fallecimiento de su padre, Juana Adelaida comenzó a vivir un mayor acoso religioso en su casa, vigilada de cerca por su hermano Juan y por su madre María. Ambos seguían a la niña para conocer cuántas veces acudía al templo católico (aunque para evitar la vigilancia familiar aprovechaba los recados que hacía para la casa).
Sin embargo, a raíz de un incendio, la familia O'Sullivan se vio obligada a mudarse de casa. Eligieron como nueva residencia la propia ciudad de Nueva York, teniendo en cuenta que hasta entonces habían estado viviendo en Yonkers (pese a que se encuentra en el mismo estado). En ese momento, Juana Adelaida tenía alrededor de 9 años.
En 1830 recibió la primera comunión de la mano de George Jennivert, hermano del obispo que la había bautizado y, por la fecha, su director espiritual. Este le regaló un crucifijo como recuerdo, lo que ayudaría a que con el tiempo fuese desarrollando una gran devoción por Jesús Crucificado.
Y la familia vivió un nuevo traslado en el año 1835, yendo de Nueva York a Washington, según los intereses de la familia. Fue allí donde contrajo matrimonio su hermana María con el poeta Sangtree, quienes tuvieron una hija. Por otro lado, mediante la influencia de Juana Adelaida, tanto su hermana como su cuñado se convirtieron al catolicismo.

## Su ingreso en lassalesas

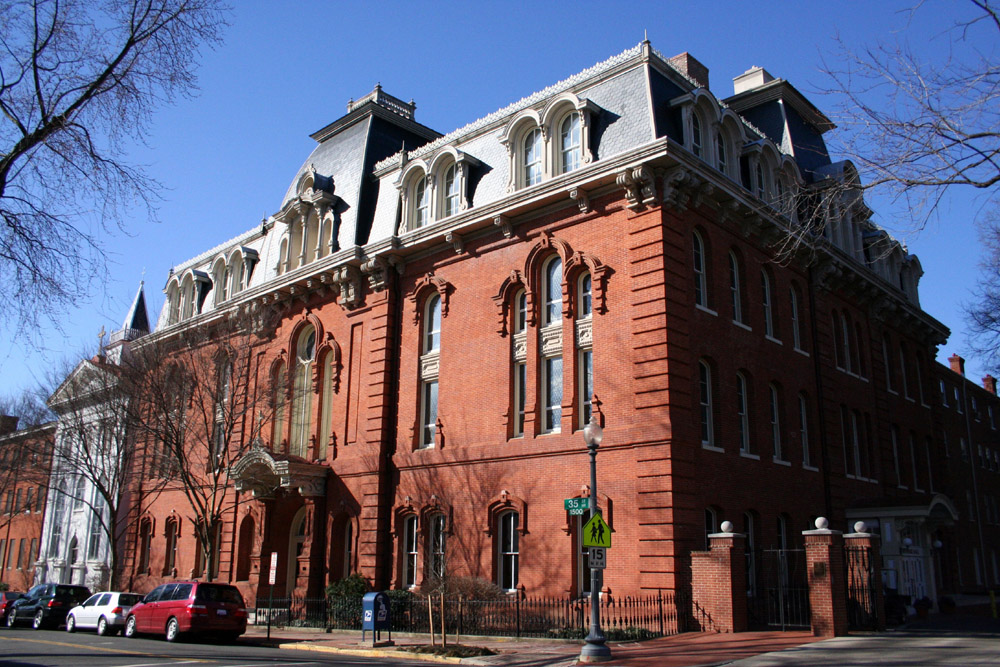
Colegio de la Visitación en Georgetown, Estados Unidos.

A pesar de los intentos de la familia por casarla, Juana Adelaida se negaba a acudir a fiestas de sociedad, llegando a cortarse el pelo y declarando que estaba enamorada de Cristo. Con todo esto pretendía remarcar «que no aceptaba a nadie por esposo sino a Jesús». Durante un período estuvo estudiando en el colegio de la Visitación de Georgetown, aunque permaneció en él poco tiempo. Sin embargo, mantuvo el contacto y finalmente, tras muchas vueltas y una larga reflexión, en 1838, decidió pedir el ingreso a la Superiora, la cual accedió añadiendo que «si traía el permiso de los suyos, con gusto la admitirían», pues conocían la situación familiar. La opción de Juana Adelaida fue mal acogida entre los suyos, y ello hizo que su hermano Juan y su madre María aumentasen la presión. Sin embargo, con muchas súplicas logró el permiso materno y se dirigió sola hacia el convento de la Visitación. Su hermano Juan, sin aceptar la situación, decidió continuar su personal batalla intentando convencer a su hermana. En medio de esta situación, Juana Adelaida tomó el hábito entre los años 1838 y 1840. Ahí comenzó a leer las obras de Santa Teresa de Jesús y con el tiempo comenzó a gestar la idea de ser carmelita descalza. La consultó con Varela, un sacerdote jesuita, que pidió tiempo para madurar la idea y que, finalmente, se decidió a ayudar a la salesa profesa, con lo que supuso de dificultades pues no había más que un convento de carmelitas en Baltimore. Al final, se decantaron por el traslado al Carmelo de La Habana, en Cuba, de donde se recibió una respuesta favorable.

## Los conventos deLa HabanayGuatemala

### Ingreso en el Carmelo
El 15 de octubre de 1841, Adelaida, bajo el nombre de Sor Juana Adelaida de la Visitación, tomó un barco de Nueva York con destino a La Habana. En el libro de registro del convento aparece recogida diez días más tarde una nota que dice: 

Año de 1841: Octubre 25: Por disposición del Excmo. e Ilmo. Señor Arzobispo-Administrador, entró en este monasterio Juana Adelaida O'Sullivan, religiosa profesa de coro en el monasterio de las Visitandinas, bajo la regla de San Francisco de Sales, situado en Georgetown, diócesis de Baltimore, en calidad de depósito, hasta que se determine o su permanencia en este monasterio, o su salida para otro convento o para su tierra.

Fruto del clima y de las severas penitencias, poco a poco se fue debilitando la salud de Juana Adelaida y a los pocos meses de llegar padeció la temida fiebre amarilla. Sin embargo, los mayores problemas llegaron de la vía administrativa en al negar el Gobierno la permanencia de la religiosa, que había sido solicitada por Fray Cirilo de la Alameda. Ello se unía a que Adelaida observó cómo el rigor carmelitano que exigía por Regla vestidos de estameña cruda y ciertos aspectos de ropa de cama y vivienda se habían suavizado en función del clima. Atendiendo a ambas situaciones, Jorge Viteri, obispo de San Salvador, solicitó al Papa el permiso para que la joven religiosa se trasladase a Guatemala donde había carmelitas descalzas también de votos solemnes. Este fue concedido y a principio de agosto de 1843 ya estaba en La Habana con el permiso. De esa manera, figura en el registro del convento:

Año de 1843: Agosto 9: en este día salió para Guatemala Sor Juana Adelaida O'Sullivan, acompañada del Ilustrísimo Sr. D. Jorge Viteri y Luengo, Obispo de San Salvador, y de otros sacerdotes.

### Las carmelitas guatemaltecas
El 25 de agosto de 1843 llegó Juana Adelaida a la ciudad de Zacapa. De allí debió continuar su viaje, llegando por fin a Guatemala el 8 de septiembre, donde era esperada por la Comunidad de monjas, quienes cariñosamente la llamaban «la inglesita». Este Carmelo, contaba con la particularidad de que había sido reformado por la Madre María Teresa Aycinena, que había fallecido hacía casi dos años antes, el 29 de noviembre de 1841.
Apenas un mes después de su llegada, el 4 de octubre, le fue impuesto el hábito de novicia, coincidiendo con la fiesta de San Francisco y el aniversario del fallecimiento de Santa Teresa de Jesús. La ceremonia estuvo presidida por Antonio Larrazábal, quien sabía bien inglés y se convirtió en confesor de Adelaida, aunque luego lo serían otros como José María Barrutia. Fue precisamente del idioma de donde vinieron las mayores dificultades que tuvo como novicia, y para subsanarlo, la Priora ordenó que le fuesen retirados todas las lecturas y devociones que tenía en inglés.
El 15 de octubre de 1844 se celebró la profesión de la Hermana Adelaida de Santa Teresa, coincidiendo con la festividad de Santa Teresa de Jesús. Se organizó una misa pontifical presidida por el obispo de San Salvador y predicó Bernardo Piñol y Aycinena, que era Chantre y luego sería obispo de Guatemala y obispo de Nicaragua.
Entre los oficios que tuvo que realizar en el convento, destacan los de cocinera, organista (a partir de 1844, desde su profesión), tornera (en cuanto supo defenderse en español, y como medio para mejorar el idioma) y secretaria de la Madre Priora. Posteriormente, en 1858, se realizaron elecciones a Priora y, siendo elegida la Madre Ana María de los Dolores, se designó a Adelaida como Maestra de Novicias. Desde este puesto compuso algunas obras que, sin embargo,  levantaron quejas y pese a que contaba con el apoyo de la Priora fue depuesta del cargo por el Visitador. Pero esta orden fue anulada por Francisco de Paúl García Pelaez, obispo de Guatemala.